# Odynerus schrammi
Odynerus schrammi är en stekelart som beskrevs av Dusmet 1903. Odynerus schrammi ingår i släktet lergetingar, och familjen Eumenidae. Inga underarter finns listade i Catalogue of Life.